# ユーリイ・オレーシャ
ユーリイ・カールロヴィチ・オレーシャ（Ю́рий Ка́рлович Оле́ша, 1899年3月3日（ユリウス暦では2月19日） - 1960年5月10日）は、ロシアの作家、詩人である。

## 略歴
1899年、税務署員の父のもとでロシア帝国のエリザヴェトグラード（現在のウクライナ・クロピヴニツキー）に生まれた。ポーランド貴族の家柄だったが裕福な暮らしではなかった。母語はポーランド語である。1902年、家族はオデッサへ移る。オレーシャはそこでギムナジウムに通った。まだ学生であるうちから、詩作にとりくんでいる。詩篇「クラリモンド」(1915年)が「南方報知」紙にのった。
1917年にギムナジウムを卒業し、オデッサ大学へ入学。2年間法学を学んだ。オデッサで若き文学者であるヴァレンチン・カターエフらとともに「詩人集団」をつくる。
ロシアで内戦が始まるとオレーシャはオデッサを離れ、1921年にウラジーミル・ナルブートの紹介でハリコフに職を見つける。ジャーナリストとして働き、いくつかの新聞に詩をのせた。1922年、オレーシャの両親はポーランドへと移民したが彼はついていかなかった。1922年にオレーシャはモスクワへ移り住み、「ズビロ」(鏨の意）というペンネームでコラムや論文を書いた。それらの作品は鉄道職員の新聞「汽笛」にのっている（ミハイル・ブルガーコフのものも掲載されている）。モスクワでのオレーシャは、カメルゲルスキー通りにあった有名な「作家の家」に住んでいた。
1924年、オレーシャは最初の長めの作品を書き始めた。1928年に出版された「三人ふとっちょ」であり、これは彼の妻、オリガに捧げられた。1927年には雑誌「赤い処女地」に彼の唯一の長編小説である「羨望」が載った。この作品は革命後のロシア・ソビエトでも最良の小説のひとつとされ、当時から非常に話題になった。
1960年5月、モスクワで死去。

## 日本語訳書
- 『愛』工藤正広訳、晶文社、1971年、のち新版
- 『羨望』木村浩訳(『世界文学全集 20世紀の文学 31巻』所収、集英社、1967年）。集英社文庫、1977年
- 『三人ふとっちょ』田中泰子訳、学習研究社、1970年
  - 「人形の秘密」世界の名作図書館 講談社, 1969年
- オリヨーシャ 作, 村田春海 訳『新しき者と古き者』(ソヴエート作家叢書 鉄塔書院, 1930年